# Arbo (Gruzja)
Arbo – wieś w Gruzji, w regionie Wewnętrzna Kartlia. W 2014 roku liczyła 293 mieszkańców.